# Iljuszyn

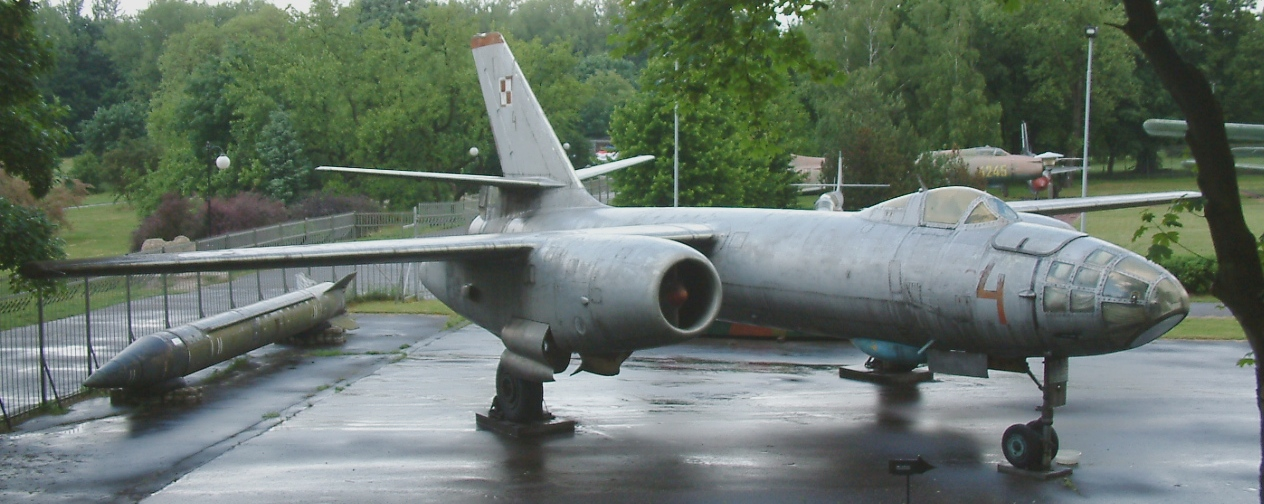
Odrzutowy bombowiec Ił-28

Iljuszyn (ros. Ильюшин), oficjalnie Kompleks lotnictwa im. S. W. Iljuszyna (ros. Авиационный комплекс имени С. В. Ильюшина) – rosyjski (dawniej radziecki) producent samolotów założony w 1933 roku. Jest również lotniczym biurem konstrukcyjnym i jednym z wiodących przedsiębiorstw przemysłu lotniczego. Nazwa pochodzi od nazwiska założyciela, czyli Siergieja Iljuszyna. W przedsiębiorstwie opracowano całą gamę samolotów o bardzo różnych zastosowaniach. Siedziba firmy znajduje się w Moskwie nieopodal lotniska Chodynka. Natomiast produkcja samolotów obecnie prowadzona jest w Woroneskim Zjednoczeniu Przemysłu Lotniczego oraz w zakładach lotniczych w Taszkencie.
Znane samoloty projektu Iljuszyna:
- Ił-1
- Ił-2
- Ił-4
- Ił-10
- Ił-12
- Ił-14
- Ił-18
- Ił-20
- Ił-28
- Ił-32
- Ił-36
- Ił-38
- Ił-62
- Ił-76
- Ił-78
- Ił-86
- Ił-87
- Ił-96
- Ił-114
- Ił-214
- Ił-276
- Berijew iljuszyn A-50